# Western (comics de Four Color)
 (9 septembre 2018).
Pour les articles homonymes, voir Western (homonymie).
Avec près de 150 numéros de western soit à peu près 10 % de l'ensemble de la collection Four Color, on peut dire que le genre est un assez grand contributeur à la revue. D'autant mieux que ces chiffres n'intègrent les adaptations de films, ni même les séries TV originales.
En revanche, on trouvera dans la liste qui suit des héros créés d'abord pour la radio (cas de The Lone Ranger par exemple) ou directement en comics (cas du King of the Royal Mounted par exemple) et qui ont par la suite connu les honneurs du grand et/ou du petit écran.
Enfin des personnages multiformes comme Roy Rogers ou Gene Autry dépassent le simple cadre du cinéma ou de la télé et sont bien présents dans ce segment, partie d'une structure plus générale dédiée à la revue Four Color (plus de 1 300 numéros).
Fidèle à sa volonté d'associer ses revues à des personnages fictifs ou réels déjà connus, Dell dans les 22 séries ou spin offs référencés plus bas n'a eu que 4 créations véritablement originales.

## Les acteurs
Dans sa quête de profiter de la notoriété d'un personnage, Dell eût l'idée de créer des numéros mettant en avant des acteurs qui d'ailleurs le plus souvent s'identifiaient avec leur personnage. Pareille approche n'est pas rare dans la BD américaine des années 1950. À titre d'exemple on retrouve une courte revue (2 #) au nom de Sabu, le jeune acteur indien, ou mieux encore Alan Ladd ou Jerry Lewis chez DC Comics

### Bill Elliott
Bill Elliott (1904-1964) avait grandi dans une ferme et gagné un concours de rodéo, ce qui lui parut suffisant pour tenter sa chance à Hollywood. Après de multiples panouilles qui lui valent aujourd'hui une filmographie de près de 260 titres, il obtint enfin sa chance et fut un prolifique acteur de séries B.
4 numéros (278, 472, 520, 643).
Notons que le #278 de Four Color daté de mai 1950 fut suivi dès novembre 1950 par une revue au nom de Wild Bill Elliott.
Cette revue commença avec le #2 et se poursuivit jusqu'au #17 d'avril 1955, soit 16 numéros.
Pour ce qui est de la série dans Four Color, les scénaristes demeurent inconnus. Les dessins des épisodes 1 à 7 sont signés par Cary. On ne sait rien sur cet artiste. Même le site Who’s Who On American Comic Books de Jerry Bails est muet à son égard. Les épisodes 8 et 9 sont dus à Albert Micale.
- # 278 –Mai 1950

1- The War on Spider Creek-24 planches
2- The Ghost of Poco Loco Ridge -8 planches
3- Drive to Thunder Butte -16 planches
- # 472 –Juin 1953

4- Wild Bill Elliott and the River Slaughter -16 planches
5- Wild Bill Elliott and the Robber Roundup -16 planches
- # 520 –Décembre 1953

6- Death on Black Mesa -16 planches
7- The Lone Wolf Killer-16 planches
- # 645 –Septembre 1953

8- Mystery of Furnace Valley -17 planches
9- Peril at Sundown -17 planches

### Buck Jones
- # 299, 460, 500, 546, 589, 652, 733, 850[6]

### Gene Autry
Gene Autry (1907-1998) était l'un de ces multiples cowboys que créa Hollywood. Mais à la différence des autres, celui-ci avait une particularité : il chantait, d'où son surnom de singin' cowboy. Si la plupart de ses films sont aujourd'hui oubliés, il fut néanmoins une grande vedette du grand comme du petit écran. En 1940 son cachet pour Shooting High était de 25.000 $, somme colossale pour l'époque. Dix ans plus tard, pour son émission TV The Gene Autry Show, il recevait, par semaine, 12.500 $.Pour donner une idée de l'importance de ce cachet, Marilyn Monroe, alors plus vraiment une débutante mais pas encore une grande vedette, touchait pour Les hommes préfèrent les blondes un cachet de 1.250 $ la semaine.
On le retrouve dans une centaine de films et les 91 épisodes de sa série TV qui dura 5 saisons (1950-56).
- # 47, 57, 66, 75, 83, 93, 100[9],
- Les #287 et 319 sont consacrés aux aventures du cheval de Gene Autry, Champion.

### Johnny Mack Brown
Johnny Mack Brown (1904-1974) opta pour le cinéma, alors qu'une carrière l'attendait dans le football américain. Ayant du mal à soutenir la comparaison avec des Gary Cooper, Clark Gable ou autres Errol Flynn, il bascula assez vite dans des films de série B mais avec une vraie popularité.
On le retrouve dans plus de 150 films et quelques passages dans des séries TV comme Perry Mason, Tales of the Wells Fargo ou The Official Detective. À de très rares exceptions près comme Coquette (1929) ou Malay Nights (1932) par exemple, ses rôles sont ceux de cowboys redresseurs de torts.
- # 269, 455, 493, 541, 584, 618, 645, 685, 722, 776, 834, 922, 963[10]

### Roy Rogers
Ce listage ne tient pas compte des numéros consacrés à Dale Evans, la compagne de Roy Rogers.
- # 38, 63, 86, 95, 109, 117, 124, 137, 144, 153, 160, 166, 177, 329 (Ce numéro est consacré à Trigger le cheval de Roy Rogers).

## Les reprises de personnages
Les aventures de héros popularisés sont souvent reprises par la radio, le Lone Ranger par exemple, déjà fameux dans la bande dessinée comme Red Ryder.

### The Cisco Kid
Un seul numéro pour une série beaucoup plus vaste que cette seule parution laisse imaginer.
- # 292

### King of the Royal Mounted
Membre de la police montée canadienne, Dave King est présent dans près de 200 comics, la plupart ayant été édités chez Dell. Avant d'avoir sa revue à son propre nom, KIng fera 7 passages dans Four Color avant d'y revenir une ultime fois en 1958.
- # 207, 265, 283, 310, 340, 363, 384, 935,

### Lone Ranger (Univers)

#### Lone Ranger
- # 82, 98, 118, 125, 136, 151, 167[12].

Parallèlement à Four Color, le Lone Ranger est présent dans la revue qui porte son nom et qui débute en janvier 1948 chez Dell Comics et s'arrête au #145 en mai 1962. Elle reprend ensuite chez Gold Key en 1964 pour s'achever en 1977 au #28 mais après avoir connu deux interruptions totales en 1970 et 1971 puis en 1972 et 1973 (un seul numéro publié en novembre 1972 !)

#### Silver
Silver est le nom du cheval de The Lone Ranger. Ces deux premiers numéros seront suivis par une série dont le titre officiel est The Lone Ranger's Famous Horse Hi-Yo Silver de 1952 à 1960 et 34 numéros (#3 à 36)
- # 369, 392,

#### Tonto
Après ce premier numéro paru en août 1951, Della lança une série au nom du compagnon du Lone Ranger. Le titre exact était The Lone Ranger's Companion Tonto. De novembre 1951 à novembre 1958, 31 numéros se succéderont (#2 à 32).
- # 312

### Red Ryder (Univers)

#### Red Ryder
Red Ryder,, est une bande dessinée créée par Fred Harman. Ce Cavalier Rouge sera l'une des rares bandes US à être publiées dans le journal de Spirou.
- # 916,

#### Little Beaver
Red Ryder (voir supra) est accompagné d'un jeune indien, Petit Castor dans sa version française. Ce spin off raconte ses aventures sans son mentor.
Il convient de noter que cette série sans réellement quitter la revue Four Color va vivre une publication indépendante, toujours chez Dell Comics, d'octobre 1951 à janvier 1953 le temps de 6 parutions (numérotées de 3 à 8).
- # 211, 267, 294, 332, 483, 529, 612, 660, 695, 744, 817, 870,

### Sergeant Preston of the Yukon
D'abord émission radiophonique, Challenge of the Yukon (1938), puis série TV de 3 saisons (1955-58) et 78 épisodes, devint aussi un comics. Après ces 4 premiers épisodes, Dell créa une revue au nom du sergent de la police montée canadienne numérotée du #5 (novembre 1952) au #29 (novembre 1958).
- # 344, 373, 397, 419

#344 – août 1951
1. Death Waits on the River – 12 planches
2. The Telltale Knife – 8 planches
3. Fugitives from Bald Rock – 12 planches
#373 – février 1952
4. Undercover – 9 planches
5. The Wrong Map – 9 planches
6. Morse Code Mantrap – 16 planches
#397 – mai 1952
Scénario : Gaylord Du Bois Dessins :Alberto Giolitti
7. Forgotten Grubstake –10 planches
8. Reward for Shiloh –10 planches
9. Snowslide –14 planches
#419 – août 1952
Scénario : Gaylord Du Bois Dessins :Alberto Giolitti
10. Sergeant Preston and the Mutiny's Survivor –14 planches.
11. Golconda Claim –10 planches
12. Sergeant Preston and the Printed Tip-Off –10 planches

### Zorro
Il s'agit d'aventures inspirées de l'œuvre de Johnston McCulley mais sans référence à la série de Walt Disney, celle-ci n'étant pas encore tournée à l'époque de ces parutions.
# 228 (septembre 1952)
1. The Return of Zorro – 34 planches
(Dessin : Bill Ely) adaptation du roman de 1924
# 425 (septembre 1952)
2. The Return of Zorro – 34 planches
(Scénario : Gaylord Du Bois / Dessin : Bob Fujitani (?); John Prentice ( ?))
# 497 (septembre 1953)
3. The Sword of Zorro – 34 planches
(Dessin : Everett Raymond Kinstler)
# 538 (mars 1954)
4. The Mask of Zorro – 34 planches
(Dessin : Everett Raymond Kinstler)
# 574 (mars 1955)
5. The Hand of Zorro – 34 planches
(Scénario : Paul S. Newman / Dessin : Everett Raymond Kinstler)
# 617 (mars 1955)
6. The Quest of Zorro – 34 planches
(Dessin : Bob Correa)
# 732 (octobre 1956)
7. The Challenge of Zorro – 33 planches
(Scénario : Paul S. Newman / Dessin : Alberto Giolitti)

## Les auteurs célèbres
Cette catégorie contient les personnages de Silvertip et Dan Mitchell dont les auteurs étaient plus connus que leurs héros, à la différence de Zorro et Johnston McCulley classés plus haut.

### Luke Short
Luke Short (1908-1975) de son vrai nom Frederick Dilley Glidden était un auteur de romans de western assez connu à partir du milieu des années 1930 jusqu'à la fin des années 1950, sa notoriété déclinant par la suite. 
- # 580, 651, 739, 771, 875, 927

### Silvertip
Il s'agit de l'un des personnages de Max Brand, l'un des plus fameux auteurs de romans de westerns, également créateur du fameux Dr Kildare et scénariste à Hollywood. Il mourut sur le front italien en 1944 en tant que correspondant de guerre.
- # 491, 572, 608, 637, 667, 731, 789, 835, 898

### Western Marshall (Dan Mitchell)
- # 534, 591, 613, 640,

Le personnage de Dan Mitchell est tiré du roman d’Ernest Haycox, Trail Town (1941) qui sera adapté au cinéma sous le titre Règlements de Comptes à Abilene Town (1946) avec Randolph Scott.
Tous les dessins sont dus à Everett Raymond Kinstler. Ernest Haycox est réputé avoir scénarisé lui-même le premier épisode qui est une adaptation de son roman mais c’est sans doute un argument publicitaire. Si le scénariste du deuxième volet reste inconnu, les deux suivant sont signés Paul S. Newman, l’un des piliers de Dell.
- # 534 –Février 1954

1- Western Marshal -34 planches
- # 591 –Octobre 1954

2- The Spanish Mine-34 planches
- # 613 –Février 1955

3- Western Marshal and the Cattle War -34 planches
- # 640 –Août 1955

4- Western Marshal and the Iron Hors-34 planches

### Zane Grey
Zane Grey (1872-1939) était l'un des plus célèbres auteurs de westerns de son temps. Il était évidemment tentant pour Dell d'adapter plusieurs de ses romans. De manière parallèle, Dell Comics publia une sérié intitulée Zane Grey's Stories of the West (septembre 1955- septembre 1958) numérotée de #27 à 39.
- # 197, 222, 230, 236, 246, 255, 270, 301, 314, 333, 346, 357, 372, 395, 412, 433, 449, 467, 484, 511, 532, 555, 583, 604, 616, 632, 996,

## Les créations originales
Peu de créations originales mais deux séries qui ont connu un réel succès : Ben Bowie et Indian Chief.

### Ben Bowie and his Mountain Men
Les aventures de trappeurs américains dans les années 1810 à la suite de l'acquisition de la Louisiane par les États-Unis en 1804.
- # 443, 513, 558, 599, 626, 657,

### Indian Chief / The Chief
- # 290. Ce numéro sera suivi d'une revue d'abord intitulée The Chief, puis Indian Chief de 32 numéros supplémentaires d'avril 1951 à janvier 1959.

### Indian Fighter
- # 779, 904

Lee Hunter, ancien de la cavalerie nordiste, et Reb Stuart, ancien confédéré, s'installent peu de temps après la fin de  guerre civile à Fort Defiance en plein territoire indien. Aventures très classiques de 4 histoires pour 66 planches.
#779 -mars 1957
1. War Drums at the Peace Council -17 planches
2. Ambushed -17 planches
#904 -mai 1958
Dessins de Ray Bailey.
3. Rebel Glory -16 planches
4. Renegade Rifles -16 planches

### Tales of the Pony Express
- # 829, 942

Craig Garett est un des cavaliers du Pony Express. Ses missions l'amènent à traverser le plus vite possible des régions dangereuses. À ce titre le premier épisode est significatif. Craig doit faire en 7 jours un trajet qui en nécessite 9 normalement. C'est une mission impossible mais de sa réussite dépend la vie d'un officier qui doit être exécuté dans une semaine. La lettre du  Président Lincoln innocente le condamné à mort. Craig arrivera-t-il à temps ?
#829 août 1957
Scénario : ? / Dessins : Dan Spiegle
1. A Letter from Lincoln -21 planches
2. Storm Rider -11 planches
#942 octobre 1958
Scénario : Eric Freiwald et Robert Schaefer / Dessins : Nicholas Firfires
3. War Paint -19 planches
4. Desert Ambush -13 planches